# Mietlino (obwód czelabiński)
Mietlino (ros. Метлино) – osiedle w Rosji, w obwodzie czelabińskim, w okręgu miejskim Oziorska. W 2010 liczyło 3694 mieszkańców.